# 가리 (서아프리카 음식)

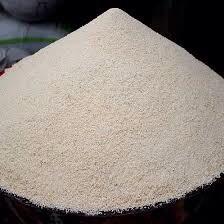
가리

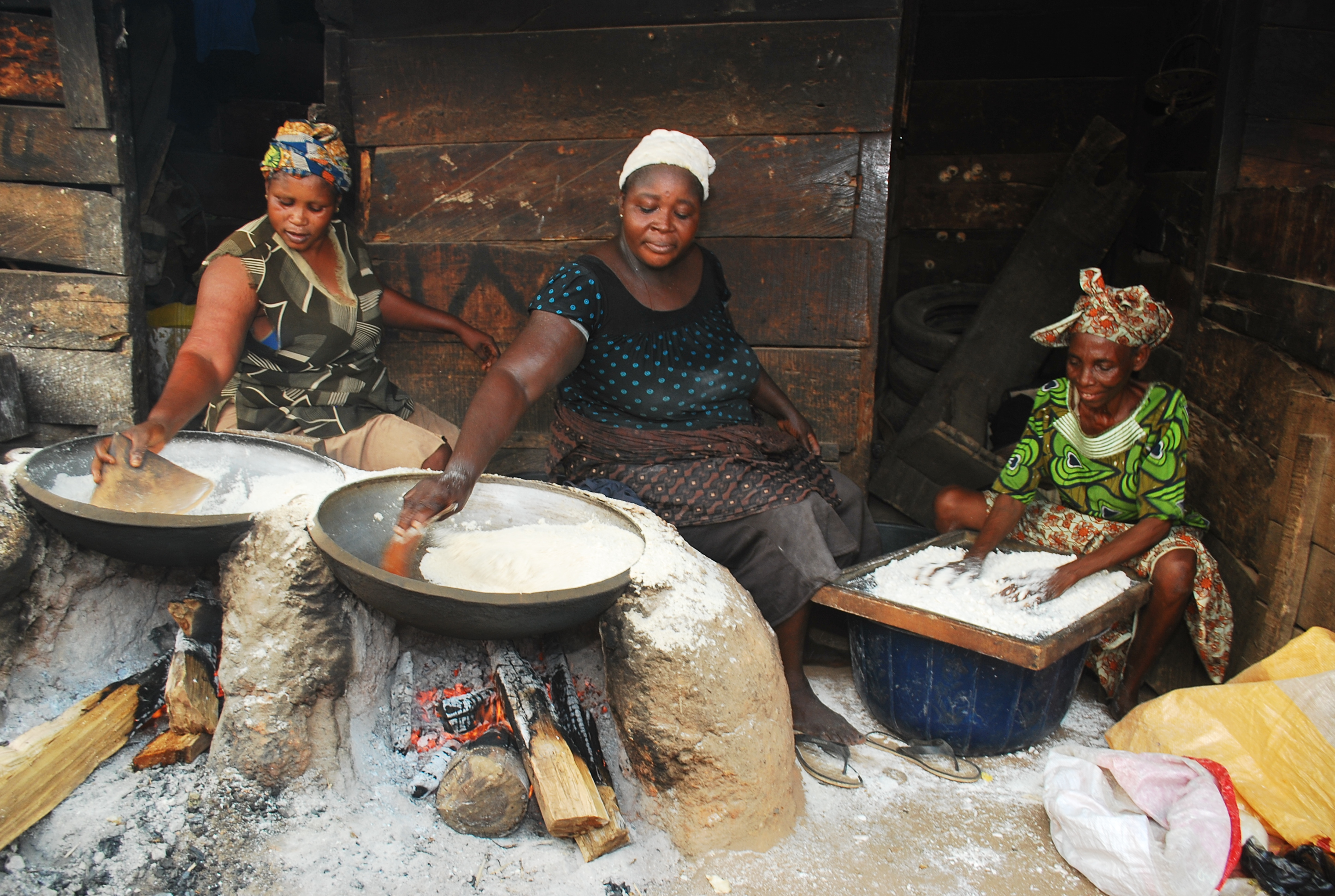
가리 만들기

가리(하우사어: garri, 이그보어: gari, 에웨어: gali 갈리)는 서아프리카의 식자재이다. 곡물가루나 다른 가루를 두루 일컫기도 하는데, 특히 볶은 카사바가루를 주로 일컫는다. 가나, 나이지리아, 베냉, 시에라리온, 카메룬, 토고 등 서아프리카에서 주식으로 먹는다.

## 종류
붉은 팜유를 넣어 만든 노란 가리와 붉은 팜유를 넣지 않고 만든 흰 가리가 있다.

## 만들기
껍질 벗겨 씻은 카사바 덩이줄기를 갈거나 찧은 다음, 팜유와 섞는다. 주머니에 넣어 물기를 빼고 건조한 다음, 큰 솥에 볶는다. 이렇게 만들어진 가리는 오래 보관할 수 있으며, 추가적으로 더 찧거나 갈아서 고운 가루로 만들기도 한다.

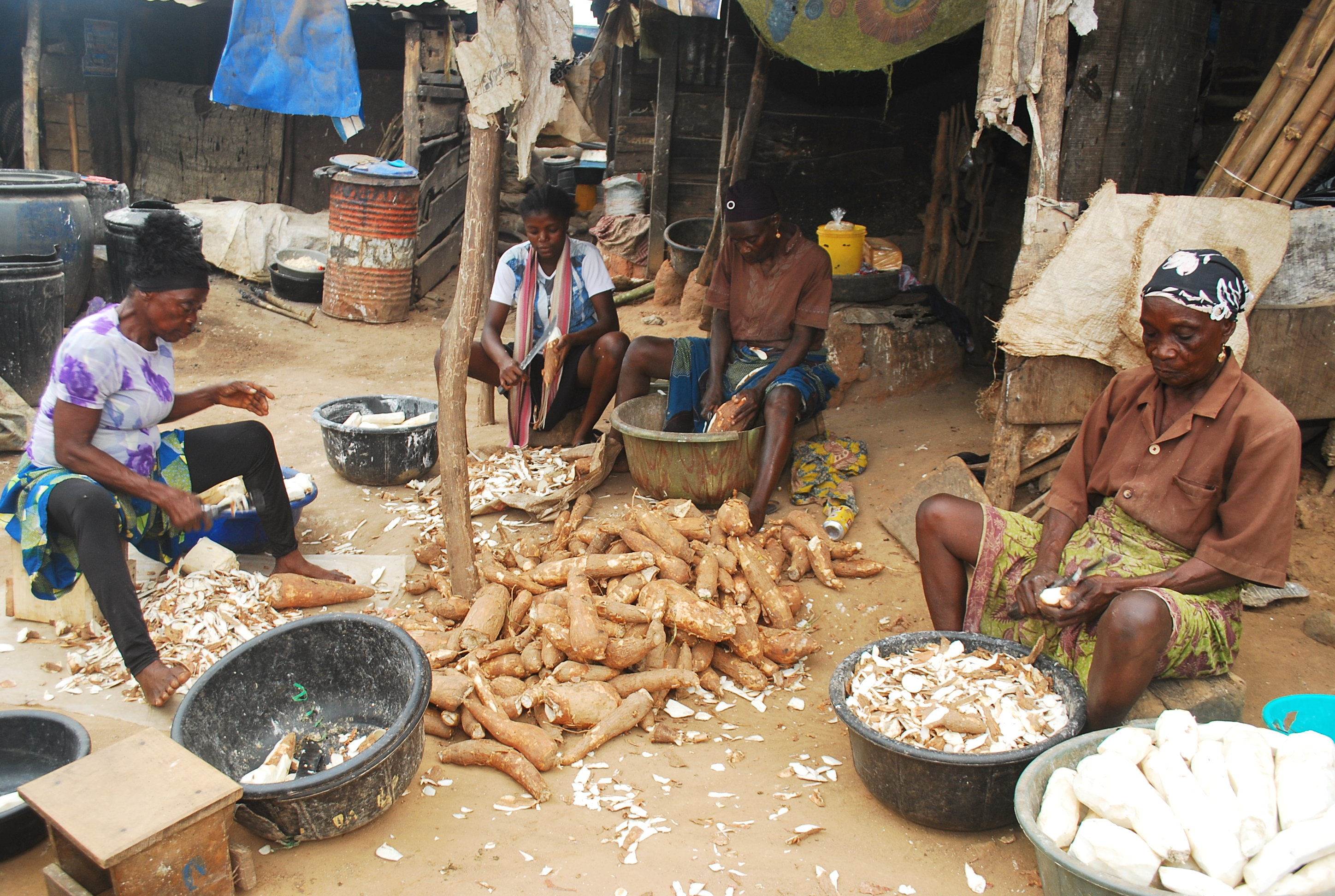
가리 만들기 (카사바 껍질 벗기기)
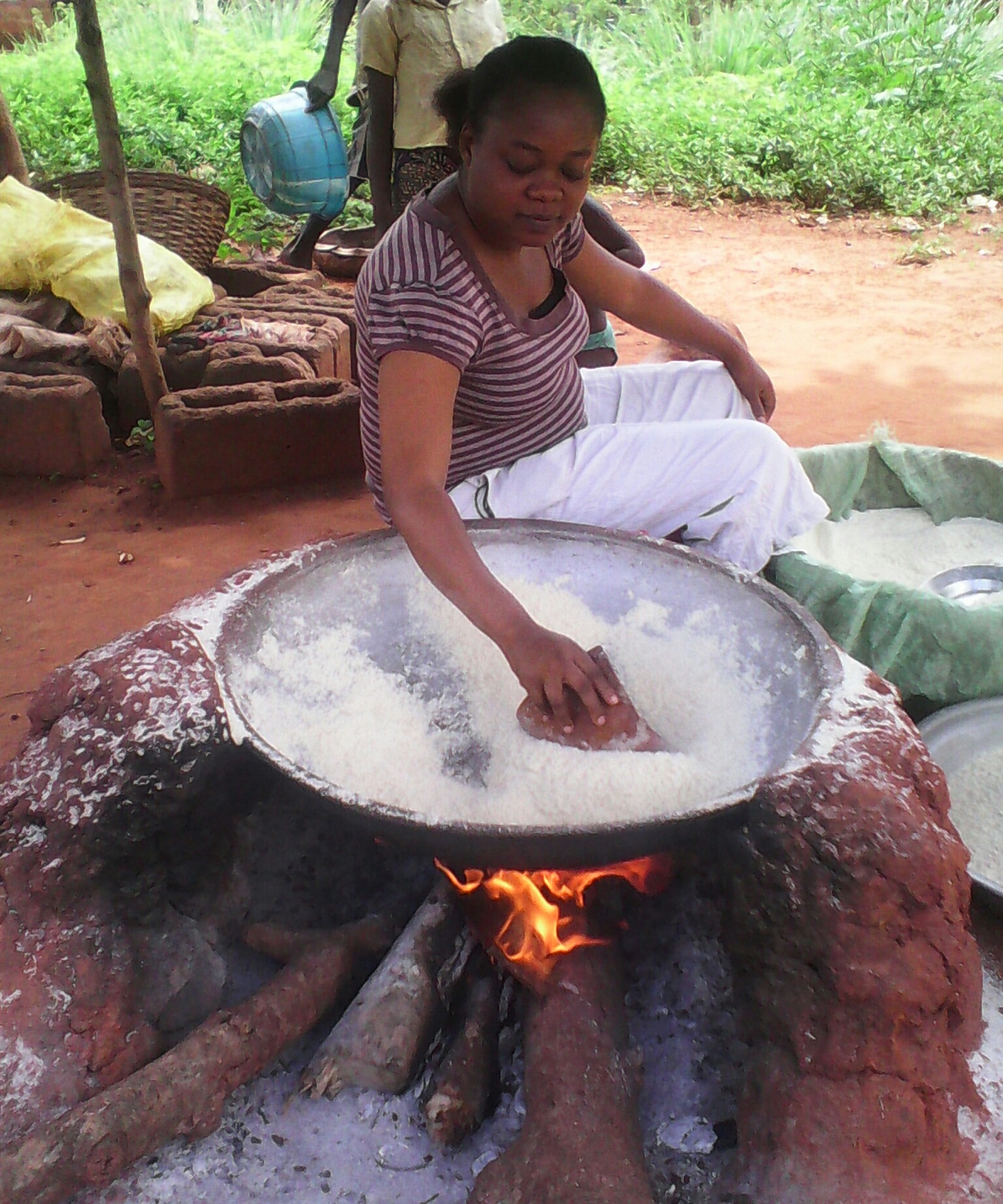
가리 만들기 (덖기)

## 쓰임새
- 에바: 고운 가리 가루를 뜨거운 물에 넣고 치대며 익혀 만드는 음식이다.

## 같이 보기
- 카사바가루
- 파로파
- 오기